# Svetlana Grankóvskaya
Svetlana Anatólievna Grankóvskaya –en ruso, Светлана Анатольевна Гранковская– (Járkov, 22 de febrero de 1976) es una deportista rusa que compitió en ciclismo en la modalidad de pista, especialista en las pruebas de velocidad individual y keirin.
Ganó cuatro medallas de oro en el Campeonato Mundial de Ciclismo en Pista entre los años 2001 y 2004.
Participó en dos Juegos Olímpicos de Verano, en la prueba de velocidad individual ocupó el cuarto lugar en Atenas 2004 y el noveno lugar en Pekín 2008.

## Medallero internacional
| Campeonato Mundial | Campeonato Mundial     | Campeonato Mundial | Campeonato Mundial   |
| Año                | Lugar                  | Medalla            | Competición          |
| ------------------ | ---------------------- | ------------------ | -------------------- |
| 2001               | Amberes ( Bélgica)     | Medalla de oro     | Velocidad individual |
| 2003               | Stuttgart ( Alemania)  | Medalla de oro     | Velocidad individual |
| 2003               | Stuttgart ( Alemania)  | Medalla de oro     | Keirin               |
| 2004               | Melbourne ( Australia) | Medalla de oro     | Velocidad individual |

## Palmarés
- 2001
  - Campeona del Mundo en Velocidad
- 2003
  - Campeona del Mundo en Velocidad
  - Campeona del Mundo en Keirin
- 2004
  - Campeona del Mundo en Velocidad

### Resultados a laCopa del Mundo
- 2000
  - 1.ª en Moscú, en Velocidad
- 2002
  - 1.ª en la Clasificación general y a la prueba de Cale, en Velocidad
  - 1.ª en la Clasificación general y a la prueba de Cale, en Keirin
- 2003
  - 1.ª en Moscú, en Velocidad por equipos
  - 1.ª en Moscú, en Keirin
  - 1a en Ciudad del Cabo, en Velocidad
- 2004
  - 1.ª en Moscú, en Velocidad
  - 1.ª en Moscú, en Velocidad por equipos